# Stormlord
Stormlord ist eine italienische Metal-Band, die 1991 gegründet wurde. Sie spielen eine Mischung aus Power-, Black- und Extreme Metal.

## Bandgeschichte
Die Band entstand 1991 als Cover-Band, ein Jahr später wurde das erste Demo aufgenommen. Nach der Veröffentlichung des Demos stieß Andrea Cacciotti als zweiter Gitarrist in die Band ein. 1993 wurde das Demo Black Knight aufgenommen. Ein Jahr später verließ Claudio Di Carlo die Band und wurde durch Dario Maurizi ersetzt. Schlagzeuger Riccardo Montanari verließ die Band, die freigewordene Position übernahm Gabriele Valerio.
1995 verließen Dario Maurizi und Gabriele Valerio die Band. Als neuer Schlagzeuger stieg Marcello Baragona ein und für die zweite Gitarre half der ehemalige Schlagzeuger Riccardo Montanari aus, der mittlerweile auf Gitarre umgestiegen war. Ferner wurde der Keyboarder Fabrizio Cariani in die Band aufgenommen. Am Ende des Jahres verließ dann auch der zweite Gitarrist Andrea Cacciotti die Band.
Im nächsten Jahr wurde die EP Under The Sign of the Sword aufgenommen, bei dem epische Chöre und weiblicher Gesang eingesetzt wurde. Die EP markierte die Stiländerung vom Death Metal zu einem vom Black Metal dominierten Klang. Die freigewordenen Bassposition übernahm Fabban von Funeral Oration als Session-Mitglied. Die Positionen an den Gitarren übernahmen Dux Tenebrarum und Pierangelo Giglioni.
Die Band begab sich 1997 auf eine kleine Tour durch Italien, bei der sie unter anderem beim Italian Gods of Metal-Festival mit Bands wie Overkill, Death SS und Domine auftraten. Dux Tenebrarum verließ die Band wieder und sie nahmen mit nur einem Gitarristen eine Promo auf, die sie an mehrere Labels schickten. Das deutsche Label Last Episode machte das beste Angebot und sie unterschrieben. Der Sessionbassist Fabban verließ die Band wieder, um sich auf seine Hauptgruppe Aborym zu konzentrieren und für ihn stieg Francesco Bucci ein.
Aufgrund der guten Qualität der Promo-CD brachte Last Episode diese als Mini-CD unter dem Namen Where My Spirit Forever Shall Be heraus. In der Zeit tourten Stormlord durch Europa als Supportband für Headliner wie Atrocity und Sacred Steel. Im Januar 1999 fingen sie mit den Aufnahmen im Temple of Noise-Studio an, die sie nach knapp vier Monaten beendeten. Im August wurde das Album dann unter dem Namen Supreme Art of War veröffentlicht und sie begaben sich mit ihrem neuen Keyboarder Simone Scazzocchio auf Europatour, bei der sie mit Graveworm, Mystic Circle und Suidakra spielten. Im Jahr 2000 nahm die Band die EP The Curse of Medusa auf, welche von Scarlet Records veröffentlicht wurde. Außerdem spielten sie einige Konzerte und Festivals in Italien mit Domine und Vision Divine. 2001 nahm die Band das Album At the Gates of Utopia auf und spielte Konzerte mit Ancient and Thyrane.

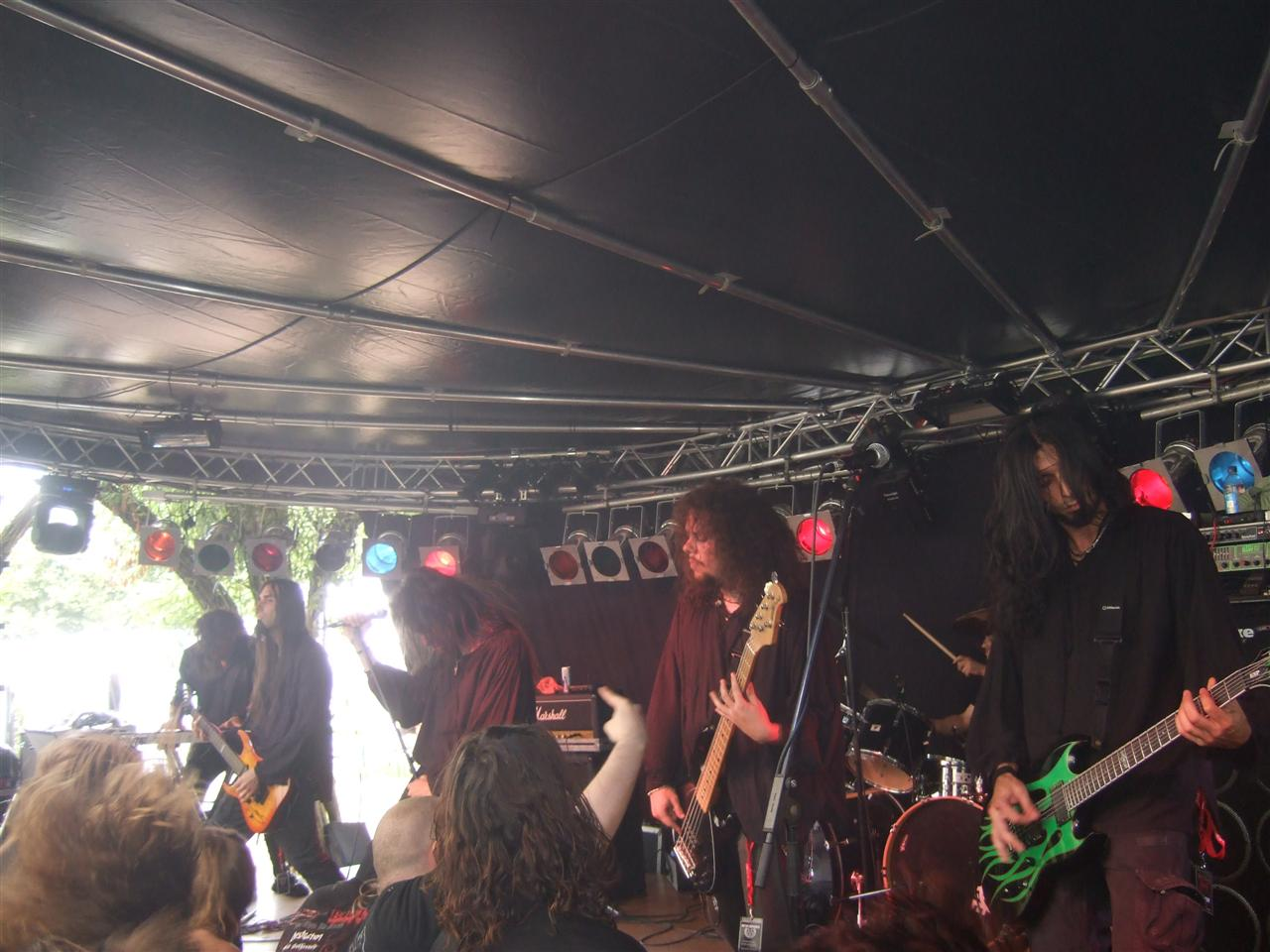
Stormlord Live auf dem Baden in Blut 2008

2002 trat Gianpaolo Caprino der Band bei und die Band spielte einige Konzerte mit Arch Enemy, Soulfly und Destruction. Am 28. Juni spielten sie beim A Summer Day in Hell, einem der größten Open-Air-Festivals, bei dem unter anderem Blind Guardian, Annihilator, Type O Negative, Opeth, Virgin Steele und Lacuna Coil spielten. Im April 2003 wurde mit The Gorgon Cult das nächste Album veröffentlicht.
Im Juni spielte Stormlord beim Gods of Metal zusammen u. a. mit Motörhead, Sodom, Alice Cooper, Twisted Sister und Judas Priest. Im März 2005 bestritt die Band einige Konzerte mit Necrodeath.
Mit Keyboarder Luca Bellanova, der den ausgetretenen Simone Scazzocchio ersetzte, begaben sie sich 2006 zum 15-jährigen Bestehen der Band erstmals auch in Übersee auf Tour, drei Termine in Kanada wurden gespielt. 
Anfang März verließ der Gitarrist Pierangelo Giglioni 2010 die Band und wurde durch Andrea Angelini ersetzt. Am 24. Mai 2019 erschien das sechste Studioalbum Far, mit dem Stormlord zu Scarlet Records zurückkehrten. Für die Produktion zeichneten Giuseppe Orlando von Novembre und Keyboarder Riccardo Studer verantwortlich.

## Diskografie

### Demos
- 1992: Demo 92 (MC, Eigenvertrieb)
- 1993: Black Knight (MC, Eigenvertrieb)
- 1995: Cataclysm (MC, Eigenvertrieb)

### Alben und EPs
- 1997: Under the Sign of the Sword (EP, CD/MC; Metal Horse Records)
- 1998: Where My Spirit Forever Shall Be (EP, CD, Last Episode)
- 1999: Supreme Art of War (Album, CD, Last Episode; MC, Nephilim Records)
- 2001: The Curse of Medusa (EP, CD, Scarlet Records / BL Music)
- 2001: At the Gates of Utopia (Album, CD/MC, Scarlet Records / BL Music)
- 2004: The Gorgon Cult (Album, CD, Scarlet Records / BL Music)
- 2008: Mare Nostrum (Album, CD, Locomotive Records)
- 2013: Hesperia (Album, CD, Trollzorn Records)
- 2019: Far (Album, CD/LP, Scarlet Records / BL Music)

### Kompilationen
- 2008: The Legacy of Medusa – 17 Years of Extreme Epic Metal (2xCD, Scarlet Records / BL Music)

### DVDs
- 2007: The Battle of Quebec – Live in Canada (DVD-V, Scarlet Records / BL Music)
- 2009: Live in Rome 2009 (DVDR, Eigenvertrieb)

### Musikvideos
- 2001: I Am Legend
- 2004: Under the Boards
- 2008: Neon Karma
- 2013: My Lost Empire
- 2014: Hesperia
- 2019: Leviathan
- 2019: Far